# Terricola schidlovskii
Terricola schidlovskii (Microtus schidlovskii) (Полівка Шидловського) — вид гризунів родини Хом'якові (Cricetidae).

## Поширення
Країни поширення: Вірменія, Грузія, Туреччина. Населяють степи і ксерофітних лугостепі на висотах 1400-1700 м. Також знайдений на сільськогосподарських полях і фруктових і овочевих садах в цьому діапазоні висот. Нори прості.

## Загрози та охорона
Немає серйозних загроз для цього виду.

## Ресурси Інтернету
- Shenbrot, G. & Bukhnikashvili, A. 2008. Microtus schidlovskii [Архівовано 11 листопада 2012 у Wayback Machine.]

| Панда | Це незавершена стаття з теріології. Ви можете допомогти проєкту, виправивши або дописавши її. |